# Ilona Bublová
Ilona Bublová (* 16. Juni 1977 in Jablonec nad Nisou) ist eine ehemalige tschechische Skilangläuferin und Mountainbikefahrerin.

## Werdegang
Bublová, die für den SKP Jablonec startete, trat international erstmals bei den Junioren-Skiweltmeisterschaften 1995 in Gällivare in Erscheinung. Dort belegte sie den 52. Platz über 5 km klassisch und den 49. Rang über 15 km Freistil. Im folgenden Jahr kam sie bei den Junioren-Skiweltmeisterschaften in Asiago auf den 40. Platz über 5 km klassisch und auf den 21. Rang über 15 km Freistil. Ihr erstes von insgesamt zwei Weltcuprennen lief sie im Januar 1999 in Nové Město, welches sie auf dem 59. Platz über 15 km Freistil beendete. Bei der Winter-Universiade 2001 in Zakopane lief sie auf den 17. Platz über 5 km Freistil, auf den 11. Rang über 5 km klassisch und auf den achten Platz über 15 km Freistil. In ihrer letzten aktiven Saison 2001/02 absolvierte sie in Nové Město ihr letztes Weltcuprennen, welches sie auf dem 34. Platz über 5 km Freistil beendete und belegte bei den Olympischen Winterspielen 2002 in Salt Lake City den 51. Platz im 15-km-Massenstartrennen, den 49. Rang über 10 km klassisch sowie den 43. Platz im Sprint.
Im Mountainbikesport gewann sie bei den Europameisterschaften 2002 die Bronzemedaille mit der Mixed-Staffel, sowie 2004 Bronze im Cross-Country. Zudem wurde sie im Jahr 2003 im Radfahren tschechische Meisterin im Einzelzeitfahren sowie im Straßenrennen.